# Sellrain
Sellrain é um município da Áustria, situado no distrito de Innsbruck-Land, no estado do Tirol. Tem 61,93 km² de área e sua população em 2019 foi estimada em 1.340 habitantes.